# Xyletinites
Xyletinites is een monotypisch geslacht van kevers uit de familie van de klopkevers (Anobiidae).

## Soort
- Xyletinites rumbicola Heyden & Heyden, 1923